# Cratere Zuhrah
Zuhrah  è un cratere sulla superficie di Venere.